# Storetjärnet
Storetjärnet är en sjö i Bengtsfors kommun i Dalsland och ingår i Göta älvs huvudavrinningsområde. Sjön är 15 meter djup, har en yta på 0,155 kvadratkilometer och befinner sig 156,1 meter över havet.

## Delavrinningsområde
Storetjärnet ingår i det delavrinningsområde (656032-129541) som SMHI kallar för Utloppet av Storetjärnet. Medelhöjden är 173 meter över havet och ytan är 1,01 kvadratkilometer. Det finns inga avrinningsområden uppströms utan avrinningsområdet är högsta punkten. Vattendraget som avvattnar avrinningsområdet har biflödesordning 4, vilket innebär att vattnet flödar genom totalt 4 vattendrag innan det når havet efter 211 kilometer. Avrinningsområdet består mestadels av skog (79 procent). Avrinningsområdet har 0,16 kvadratkilometer vattenytor vilket ger det en sjöprocent på 15,7 procent.